# Hugo Spangenberg
Hugo Hernán Spangenberg (Buenos Aires, 22 de novembre de 1975), és un jugador d'escacs argentí, que té el títol de Gran Mestre des de 1996.
És jugador del Club Argentino de ajedrez, el més jove de la història de l'Argentina a aconseguir el campionat nacional (amb 18 anys) i el títol de GM (als 20 anys).
A la llista d'Elo de la FIDE del juliol de 2020, hi tenia un Elo de 2469 punts, cosa que en feia el jugador número 16 (en actiu) de l'Argentina. El seu màxim Elo va ser de 2565, a la llista del juliol de 1997.

## Resultats destacats en competició
Va començar a destacar en els campionats per edats internacionals, el 1989 la Fundación Konex patrocinar la seva participació en el campionat del món d'escacs infantil, a Puerto Rico. Va guanyar el II Campionat Panamericà sub-14 a Cubatão el 1989, i va aconseguir la tercera posició al Campionat del món sub-20 a Halle el 1995 (el campió fou Roman Slobodjan).
Spangenberg ha guanyat un cop el campionat absolut de l'Argentina, l'any 1993, i n'ha estat subcampió en una ocasió, el 1996, per darrere del Gran Mestre Pablo Ricardi.

### Participació en competicions per equips
Va participar representant l'Argentina en tres Olimpíades d'escacs, els anys 1994 a Moscou, 1996 a Erevan i 1998 a Elistà.